# إلحاد سالب وموجب

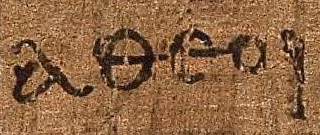

الإلحاد السلبي، الذي يُطلق عليه أيضًا الإلحاد الضعيف والإلحاد اللين، هو أي نوع من الإلحاد حيث لا يؤمن الشخص بوجود أي إله ولكنه لا يؤكد صراحة أنه لا يوجد أي إله. الإلحاد الإيجابي، المعروف أيضًا باسم الإلحاد القوي والإلحاد الصعب، هو شكل الإلحاد الذي يؤكد بالإضافة إلى ذلك أنه لا توجد آلهة.
تم استخدام مصطلحي «الإلحاد السلبي» و«الإلحاد الإيجابي» من قبل أنطوني فلو في عام 1976 وظهرت في كتابات جورج سميث ومايكل مارتن منذ عام 1990.

## نطاق التطبيق
يمكن أن يكون الشخص ملحدًا إيجابيًا وفقًا لبعض المفاهيم المتعلقة بالإله، والموجودة عند بعض الناس، بينما يكون ملحدًا سلبيًا في الوقت نفسه بالنسبة لبعض المفاهيم الأخرى الموجودة عند البعض الآخر؛ وهذا بسبب مرونة مصطلح الإله. وعلى سبيل المثال، يُعرَّف الإله في مفهوم الألوهية الكلاسيكية بأنه كيان شخصي سامٍ قادر على كل شيء، وعليم بكل شيء، وموجود بكل مكان، وذو خير غير متناهٍ، ويهتم بالبشر وبكل ما يخصهم. ويمكن أن يكون الفرد ملحدًا إيجابيًا بالإله في هذا المفهوم، بينما يكون ملحدًا سلبيًا في الوقت نفسه بالإله في المفهوم الربوبي عندما يرفض الإيمان بوجود هذا الإله بينما لا يجزم بعدم وجوده بشكل صريح.
استخدم الفيلسوف جورج إتش. سميث مصطلحي الإلحاد السلبي والإلحاد الإيجابي بشكل متكرر باعتبارهما مصطلحين مرادفين للتصنيفين الأقل شهرة: الإلحاد الضمني والإلحاد الصريح، وليربط أيضًا بين هذين المصطلحين وبين ما إذا كان الفرد يحمل آراءً معينة بخصوص إنكار وجود الآلهة. يجزم الملحدون الإيجابيون بعدم وجود أي آلهة بشكل صريح. ويجزم الملحدون السلبيون بإيمانهم على عدم وجود أي آلهة، ولكنهم لا يستطيعون الجزم بصحة إيمانهم هذا بشكل صريح. ويدخل هؤلاء الذين لا يؤمنون بوجود الآلهة، مع عدم الجزم بصحة إيمانهم، ضمن تصنيف الملحدين الضمنيين. ويدخل في هذا التصنيف كل من: الأطفال والمراهقين الذين لم يعرفوا أي شيء عن الآلهة؛ والأشخاص الذين سمعوا عن الآلهة ولكنهم لم يتفكروا أبدًا في هذا المفهوم؛ واللاأدريين الذين يتشككون في الإيمان بالآلهة، مع عدم رفضهم التام لهذا الإيمان. ويدخل كل الملحدون الضمنيون ضمن تصنيف الإلحاد السلبي أو الضعيف.
يُعتبر اللاأدريون ملحدين وفقًا لتصنيف الإلحاد السلبي. ومع ذلك، أُثير جدلًا واسعًا حول مدى صحة هذا التصنيف، وتجنب عدد من الملحدين المشهورين استخدام هذا التصنيف مثل ريتشارد دوكينز. يُعرِّف ريتشارد دوكينز، في كتابه وهم الإله، اللأدريين بأنهم من تتراوح احتمالية وجود الإله عندهم بين «احتمالية مرتفعة جدًا» إلى «احتمالية ضئيلة جدًا»، ويخص دوكينز مصطلح «الملحد القوي» للذين يدّعون بأنهم يعلمون أن الإله غير موجود. يصنف ريتشارد دوكينز نفسه بأنه «ملحد بحكم الأمر الواقع» وليس «ملحد قوي» وفقًا لهذا المقياس الذي وضعه بكتابه. ميَّز الفيلسوف أنتوني كيني، داخل نطاق تصنيف الإلحاد السلبي، بين اللاأدريين الذين يتشككون في صحة الإدعاء بوجود الإله، وبين متبعي فكر عدم الإدراك الإلهياتي، الذين يعتبرون أي حديث أو نقاش متعلق بالآلهة ليس له أي قيمة أو معنى.

## معاني بديلة
استخدم الفيلسوف جاك ماريتان مصطلحي الإلحاد السلبي والإلحاد الإيجابي منذ عام 1949، ولكن بمدلول مختلف تمامًا وفي سياق دفاعي متشدد عن الكاثوليكية.
كان الملحد الهندي غوبوراجو راماشاندرا راو المعروف باسم شهرته غورا، والذي وُلد عام 1902 وتوفي عام 1975، أحد الناشطين بمجال الإصلاح الاجتماعي بالهند، وكان ناشطًا مناهضًا للنظام الطبقي الهندي أيضًا. وافترض غورا فلسفةً أسماها «الإلحاد الإيجابي»، والتي وصفت الإلحاد بأنه أسلوب للحياة، وذلك في كتابه الإلحاد الإيجابي الذي نُشر عام 1972.
واستخدم المجتمع الملحد في أوستن (ACA) مصطلح الإلحاد الإيجابي بنفس طريقة غورا ليضفي ملمحًا إيجابيًا للفكر الإلحادي، وليقضي على الصورة السلبية الخاطئة للإلحاد كما يصوره المتدينون، خاصةً في دور العبادة. تُصور أيضًا مجلة الإلحاد الإيجابي الفكر الإلحادي بأنه «فكر إيجابي ذو طابع صحي، وأنه أكثر صحةً من أي فكر إيماني آخر للحياة».
لا يمكن اعتبار اللاأدريين دائمًا أنهم مجرد ملحدين ضمنيين. فعلى سبيل المثال، يعتبر الكاتب الإنكليزي فيليب بولمان، مؤلف الثلاثية الروائية الفانتازية موادهُ المظلمة والتي اتخذت الإلحاد طابعًا خاصًا لها، ملحدًا صريحًا، ولكنه يصف نفسه أيضًا بأنه لاأدري من الناحية الفعلية.